# 훈련교리사령부 (미국)
미국 육군 훈련교리사령부(United States Army Training and Doctrine Command [TRADOC])는 버지니아주 포트 유스티스에 본부를 두고 미국 육군의 군사 훈련 및 교육을 전담하는 기능사령부이다. 육군부의 육군사령부 중의 하나로서, 미국 본토와 해외 주둔 육군부대에 대한 훈련과 군사 교리 개발을 맡고 있다. 표어는 "Victory Starts Here!→승리는 여기에서 시작한다".

## 역사
1973년 7월 1일, 본토육군사령부(CONARC)가 작전부대를 총괄하는 포트 맥퍼슨의 전력사령부와 군사교육훈련을 총괄하는 포트 몬로의 훈련교리사령부로 분리되었다.
2020년 10월 2일 금요일에 육군부는 신속장비부대와 비대칭전단이 2021년 회계 연말인 2021년 9월 30일에 해체될 것이라고 발표하였다.

## 조직
- 직할부대
  - 특수병력대대[3]
    - 본부 및 본부중대
    - 제221군사경찰중대
      - 제3군사경찰분견대

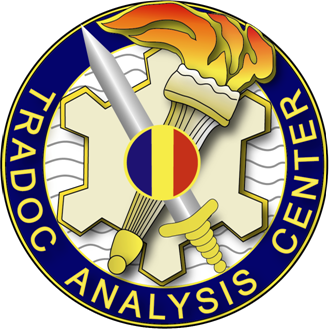
TRADOC 분석원의 문장

    - TRADOC 재무관리사무소 (FMO)
    - TRADOC 분석원
    - TRADOC 군악대
- 핵심기능조직
  -  모집사령부
  -  사관후보생사령부
  -  육군역사관
  -  제병연합센터(=임무지휘 CoE 본부)
  -  기초군사훈련소

### TRADOC 군악대

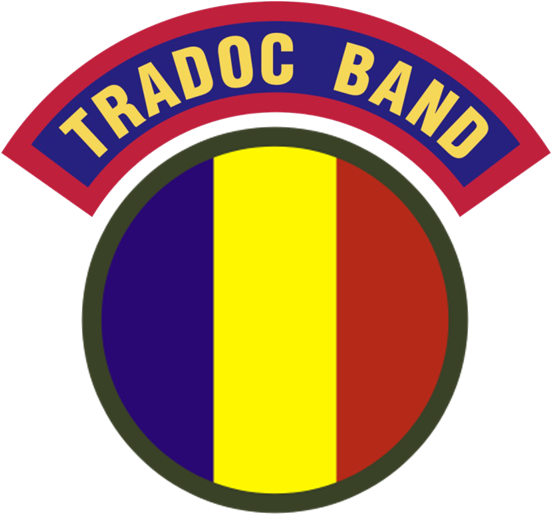
TRADOC 군악대의 SSI

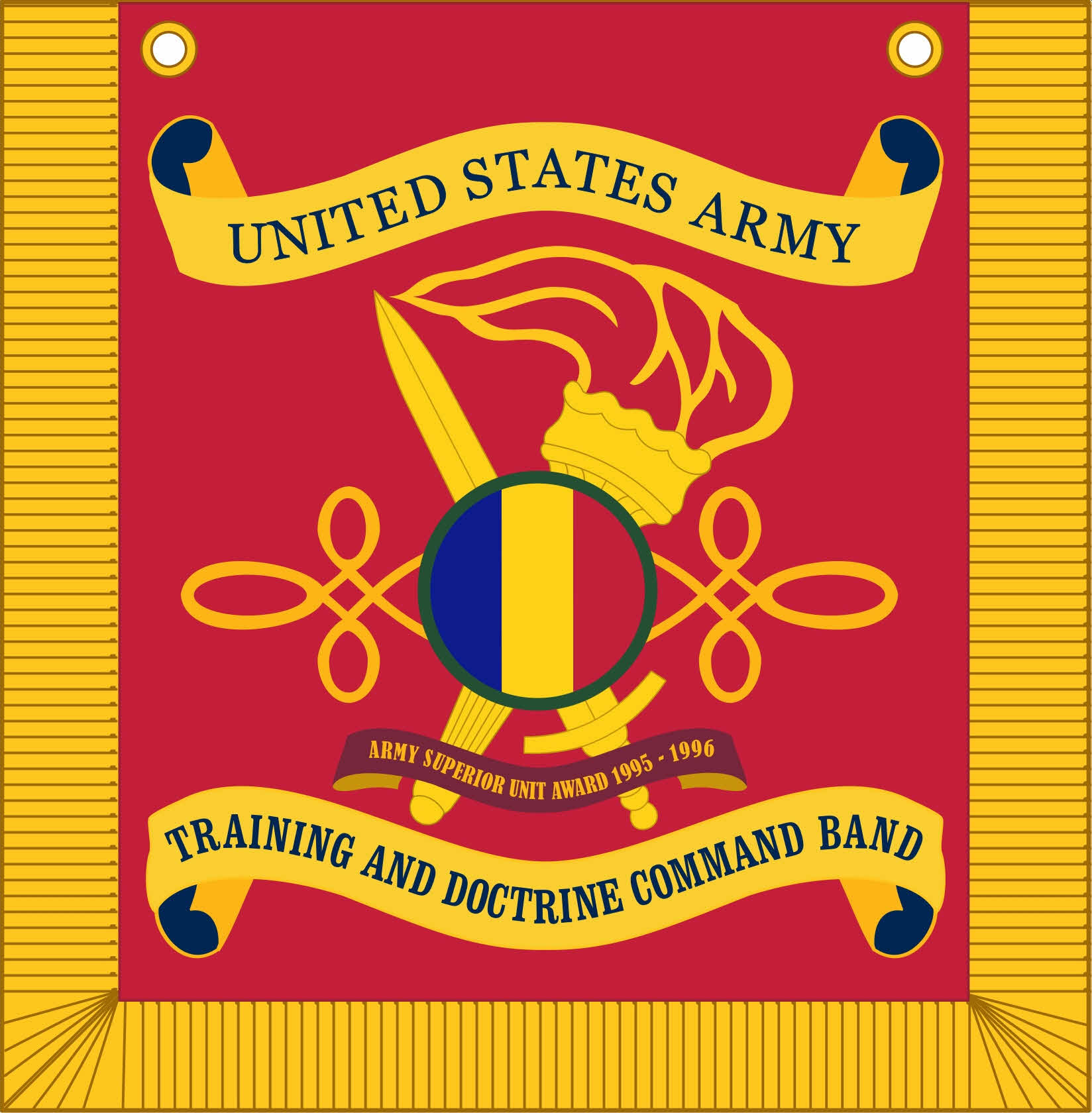
TRADOC 군악대의 타바드

TRADOC 군악대는 1931년 4월 3일에 제2해안포병, 군악대로 구상되었다. 첫 활동은 구상된 같은 달의 마지막 날인 30일에 창설되어 약 1년에 가깝게 15일을 채우지 못하고 1932년 4월 15일까지 활동하였다. 그러나, 곧 15일 뒤의 4월 30일에 버지니아주 포트 몬로에서 재소집되었다.
1944년 5월 12일에 제2해안포병, 군악대는 독립 군악대로 지정되어 서수 69을 받아 제69지상군악대가 되었고, 제2차 세계 대전 이후, 1946년 5월에 캘리포니아주에 있는 포트 윈필드 스콧의 해안포병학교로 건너가, 10월 26일까지 활동하였다.
이후, 제69지상군악대는 비활성화된 상태에서 1945년 10월 18일에 구상되자마자 메릴랜드주 포트 조지 G. 미드에서 창설된 제50군악대와 통합되어, 1972년 9월 30일에 미국 대륙군사령부의 미국 대륙군악대가 되었다.
2006년 2월 15일 훈련교리사령부(TRADOC) 군악대로 지정되었다.
제50군악대는 미국 대륙군악대, TRADOC 군악대로 바뀌어가면서도 2011년 6월 24일까지 포트 몬로 계속 주둔하다가, 2005년 기지재할당폐쇄법에 따라 포트 몬로가 폐쇄되면서, 2011년 9월 15일에 버지니아주의 포트 유스티스로 건너갔다.

### Center of Excellence
모든 분과학교는 제병연합센터에서 행정관리 및 교육 감독하고 있다.
| 상징 | 이름                                                                         | 본부 위치                     | 관할 학교                                                                     |
| ---- | ---------------------------------------------------------------------------- | ----------------------------- | ----------------------------------------------------------------------------- |
|      | United States Army Aviation Center of Excellence(USAACE) →미국 육군 항공 CoE | 앨라바마주 포트 노보셀        | 미국 육군 항공학교                                                            |
|      | Fires Center of Excellence(FCoE) →화력 CoE                                   | 오클라호마주 포트 실          | - 야전포병학교 - 방공포병학교                                                 |
|      | Cyber Center of Excellence(CCoE) →사이버 CoE                                 | 조지아주 포트 아이젠하워      | - 사이버학교 - 통신학교                                                       |
|      | Intelligence Center of Excellence(USAICoE) →첩보 CoE                         | 애리조나주 포트 후아추카      | 첩보학교                                                                      |
|      | Maneuver Center of Excellence(MCoE) →기동 CoE                                | 조지아주 포트 무어            | - 보병학교 - 공수학교 - 레인저학교 - 산악전학교 - 기갑학교                    |
|      | Maneuver Support Center of Excellence(MSCoE) →기동지원 CoE                   | 미주리주 포트 레오나드 우드   | - 공병학교 - CBRN학교 - 군경학교                                              |
|      | Medical Center of Excellence(MEDCoE) →의무 CoE                               | 텍사스주 포트 샘 휴스턴       | 의무야전근무학교                                                              |
|      | Mission Command Center of Excellence →임무지휘 CoE                           |                               |                                                                               |
|      | NCO Leadership Center of Excellence(NCOLCoE) →부사관 지도력 CoE              | 텍사스주 포트 블리스          |                                                                               |
|      | Space and Missile Defense Center of Excellence →우주 및 미사일방어 CoE       |                               |                                                                               |
|      | Sustainment Center of Excellence(SCoE) →지원 CoE                             | 버지니아주 포트 그래그-애덤스 | - 수송학교 - 병기학교 - 병참학교 - 장병지원연구원 - 군무관학교 - 재무관리학교 |

### 이전
- 육군가입사령부 - 해체됨.
- 포트 베닝 육군훈련소 - 현재 기동 CoE로 재편성됨.
- 포트 잭슨 육군훈련소 - 기초군사훈련소로 전속함.
- 서반구안보현력학회(영어판), (옛 아메리카 학교(영어: School of the Americas)) - 육군대학 산하로 전속.
- 항공학근무국Aeronautical Services Agency (USAASA) - 항공 CoE로 전속.
- 핵 및 화학국(Nuclear and Chemical Agency) - 현재의 핵 및 대량살상무기 대응국(USANCA).
- 안보원조훈련관리기구(Security Assistance Training Management Organization) - 안보원조사령부로 전속.
- 안보원조훈련현장처(Security Assistance Training Field Activity) - 전속처 불명.
- 군사원조훈련아카데미(Military Advisor Training Academy) - 제316기병여단에서 운영중.
- 육군학교시스템(TASS) - 현재 제80사단.
- 미국 군사입소처리사령부(영어판) (USMEPCOM) - 국방부로 전속.
- 신속장비부대; 2002년 ~ 2021년 9월 30일, 해체됨.
- 비대칭전단; 2006년 ~ 2021년 3월, 해체됨.

## 같이 보기
- 보충학교사령부
- 전투개발사령부

## 참고
1. ↑  Patrick Tucker (2020년 10월 2일). “US Army To Dissolve Rapid Equipping Force, Asymmetric Warfare Group” (영어). 2020년 10월 29일에 확인함.
2. ↑  Lawrence, J.P. (2020년 10월 3일). “Army to shut down units created to help soldiers in Afghanistan, Iraq” (영어). 스타스 앤 스트라이프스. 2020년 10월 5일에 확인함.
3. ↑  “TRADOC Special Troops Battalion Organizational Chart” (PDF) (영어). Training and Doctrine Command Public Affair Office. 2020년 10월 29일에 확인함.
4. ↑  “United States Army Training and Doctrine Command Band” (영어). Center of Military History. 2016년 2월 10일. 2020년 10월 29일에 확인함.
5. ↑  “U.S. ARMY TRAINING AND DOCTRINE COMMAND BAND - History”. 《www.bands.army.mil》 (영어). 2020년 10월 16일에 원본 문서에서 보존된 문서. 2020년 10월 29일에 확인함.

- “U. S. Army Training and Doctrine Command”. 문장학 연구소. 2021년 2월 3일에 확인함.[깨진 링크(과거 내용 찾기)]
- “Training and Doctrine Command”. 《globalsecurity.org》 (영어). 2023년 7월 6일에 확인함.